# Марк Бланделл
Марк Бланделл (англ. Mark Blundell, 8 квітня 1966, Барнет, Гартфордшир) — британський автогонщик, учасник чемпіонату світу з автогонок у класі Формула-1. Переможець перегонів 24 години Ле-Мана 1992 року.